# 両沢和幸
両沢 和幸（もろさわ かずゆき、1960年11月24日 - ）は、日本の脚本家（沢村一幸 名義も）、演出家、プロデューサー、監督。埼玉県浦和市（現さいたま市緑区）出身。姉はアニメ脚本家の両澤千晶。

## 来歴・人物
明治大学商学部卒業。にっかつでロマンポルノの助監督を務めた後、独立する。現在はダブルス所属。

## 担当作品

### テレビドラマ
- 世にも奇妙な物語（1990年 - 1992年）
  - 「半分こ」（1990年、監督・演出）
  - 「くせ」（1990年、脚本）
  - 「愛車物語」（1991年、脚本）
  - 「佐藤・求む」（1991年、脚本）
  - 「ネチラタ事件」（1991年、監督・演出）
  - 「城」（1992年、プロデュース）
  - 「右手の復讐」（1992年、脚本・プロデュース）
  - 「にぎやかな食卓」（1994年、脚本）
  - 「転校生」（1994年、脚本）
- 炎の旅路（1990年、プロデュース）
- 名探偵・金田一耕助 夜歩く女（1990年、プロデュース）
- 外科病棟女医の事件ファイル（1991年、プロデュース）
- 大人は判ってくれない（1992年、脚本）
  - 「ゴーストライター」
  - 「ダブルイーグル」
- その時、ハートは盗まれた（1992年、プロデュース）
- 七人の女弁護士3（1993年、脚本）
- チャンス！（1993年、脚本）
- if もしも（1993年、プロデュース）
- 課長島耕作（1993年・1994年、脚本）
- 龍は眠る（1994年、脚本）
- 17才-at seventeen-（1994年、脚本）
- お金がない!（1994年、脚本）
- 味いちもんめ（1995年 - 1998年・2011年・2013年、脚本）
- 日本一短い「母への手紙2」（1995年、脚本）
- ナースのお仕事1996年-2002年・（2014年、プロデュース・脚本・演出）
- サンタが殺しにやって来た（1996年・1997年、監督・脚本）
- せいぎのみかた（1997年、脚本）
- 女教師（1998年、脚本）
- お仕事です!（1998年、プロデュース・脚本）
- 傷だらけの女（1999年、脚本）
- 天使のお仕事（1999年、プロデュース・脚本）
- 月下の棋士（2000年、協力プロデュース）
- ヨイショの男（2002年、脚本・演出）
- OL銭道（2003年、協力プロデュース）
- ドールハウス（2004年、プロデュース・脚本・演出）
- アタックNo.1（2005年、脚本）
- 黒革の手帖スペシャル〜白い闇（2005年、脚本）
- 幸せになりたい!（2005年、プロデュース・脚本・演出）
- 刑事110キロ（2014年、脚本）※もろさわ和幸名義
- 警部補・杉山真太郎〜吉祥寺署事件ファイル（2015年、脚本）※もろさわ和幸名義
- 下剋上受験（2017年、脚本）
- 家栽の人（2020年・2021年、脚本）

### 映画
- 白鳥麗子でございます!（1995年、脚色）
- ナースのお仕事ザ・ムービー（2002年、監督・脚本・プロデュース）
- 映画 あたしンち（2003年、脚本）※高橋ナツコと共同執筆
- KEEP ON ROCKIN'（2003年、監督・脚本・プロデュース・製作・編集）
- Dear Friends（2007年、監督・脚本）
- BABY BABY BABY! -ベイビィ ベイビィ ベイビィ-（2009年、監督・脚本）
- 御手洗薫の愛と死（2014年、監督・脚本）
- TAP THE LAST SHOW（2017年、脚本）
- みんな生きている〜二つ目の誕生日〜（2023年、監督・脚本）